# Тейшейра де Соза, Антониу
Антониу Тейшейра де Соза (порт. António Teixeira de Sousa, 5 мая 1857, Селейрош (Саброза) — 5 июня 1917, Порту, Порту) — португальский политик из Регенеративной партии, последний председатель Совета министров в правление Мануэля II до провозглашения Первой республики.

## Биография
Он родился в Селейроше 5 мая 1857 года.
Он занимал пост председателя Совета министров с 26 июня 1910 по 5 октября 1910 года, когда произошла республиканская революция. Тейшейра де Соза, имевший некоторые контакты с республиканцами, во время своего мандата осуществил такие меры, как роспуск марианской конгрегации в Алдея-да-Понте 12 сентября, чтобы предотвратить падение монархии. Возможно, правительство Тейшейры де Соза провело достаточно реформ, которые были направлены на ослабление уровня народной агитации, что было одним из факторов, побудивших республиканцев принять решение о немедленном свержении монархии.
Он скончался в 1917 году.